# Dragon Quest II
Dragon Quest II: Luminaries of the Legendary Line (Chinees:勇者斗恶龙II; Japans:ドラゴンクエストII 悪霊の神々; ook wel Dragon Warrior II in de VS) is een computerspel dat werd ontwikkeld door Chunsoft en uitgegeven door Enix Corporation. Het spel werd uitgebracht op 26 januari 1987 en is het vervolg op Dragon Quest. Het rollenspel (RPG) heeft een aanzicht van boven. In tegenstelling tot het vorige deel kan de speler in dit spel samenwerken met andere personages, moet hij vechten tegen soms wel zes personages en is het speelveld veel groter.

## Platforms
| Jaar | Platform                |
| ---- | ----------------------- |
| 1987 | NES                     |
| 1988 | MSX                     |
| 1993 | SNES (remake)           |
| 1999 | Game Boy Color (remake) |

## Ontvangst
| Beoordeeld door | Platform | Datum            | Score |
| --------------- | -------- | ---------------- | ----- |
| Jeuxvideo.com   | NES      | 9 december 2011  | 90%   |
| Quebec Gamers   | NES      | 3 december 2002  | 77%   |
| 1UP!            | NES      | 24 februari 2012 | 76%   |
| NES Times       | NES      | 19 maart 2007    | 70%   |
| Legendra        | NES      | 20 juli 2010     | 50%   |